# Temporada 1985-86 de los Seattle SuperSonics
La temporada 1985-86 fue la decimonovena de los Seattle SuperSonics en la NBA. La temporada regular acabó con 31 victorias y 51 derrotas, ocupando el undécimo puesto de la conferencia Oeste, no logrando clasificarse para los playoffs.

## Elecciones en elDraft
| Ronda | Puesto | Jugador         | Posición   | Nacionalidad   | Universidad/Club |
| ----- | ------ | --------------- | ---------- | -------------- | ---------------- |
| 1     | 4      | Xavier McDaniel | Ala-Píivot | Estados Unidos | Wichita State    |
| 4     | 75     | Danny Young     | Alero      | Estados Unidos | Colorado         |
| 7     | 144    | Mike Phelps     | Escolta    | Estados Unidos | Alcorn           |

## Temporada regular
| División Pacífico        | División Pacífico | División Pacífico | División Pacífico | División Pacífico | División Pacífico | División Pacífico | División Pacífico | División Pacífico |
| Equipo                   | G                 | P                 | %                 | PD                | Casa              | Fuera             | Div               |                   |
| ------------------------ | ----------------- | ----------------- | ----------------- | ----------------- | ----------------- | ----------------- | ----------------- | ----------------- |
| y-Los Angeles Lakers     | 62                | 20                | .756              | –                 | 35–6              | 27–14             | 23–7              |                   |
| x-Portland Trail Blazers | 40                | 42                | .488              | 22                | 27–14             | 13–28             | 18–12             |                   |
| Phoenix Suns             | 32                | 50                | .390              | 30                | 23–18             | 9–32              | 16–14             |                   |
| Los Angeles Clippers     | 32                | 50                | .390              | 30                | 22–19             | 10–31             | 10–20             |                   |
| Seattle SuperSonics      | 31                | 51                | .378              | 31                | 24–17             | 7–34              | 11–19             |                   |
| Golden State Warriors    | 30                | 52                | .366              | 32                | 24–17             | 6–35              | 12–18             |                   |

## Estadísticas
| Rk | Jugador          | Edad | P  | PT | MP   | TC  | TCI  | %TC  | T3  | T3I | %T3   | TL  | TLI | %TL  | RO  | RD  | RT  | AS  | RB  | TAP | BP  | FP  | PTS  |
| -- | ---------------- | ---- | -- | -- | ---- | --- | ---- | ---- | --- | --- | ----- | --- | --- | ---- | --- | --- | --- | --- | --- | --- | --- | --- | ---- |
| 1  | Jack Sikma       | 30   | 80 | 78 | 34.9 | 6.4 | 13.8 | .462 | 0.0 | 0.2 | .000  | 4.4 | 5.1 | .864 | 1.8 | 7.5 | 9.4 | 3.8 | 1.2 | 0.9 | 2.7 | 3.7 | 17.1 |
| 2  | Xavier McDaniel  | 22   | 82 | 80 | 33.0 | 7.0 | 14.3 | .490 | 0.0 | 0.1 | .200  | 3.0 | 4.4 | .687 | 3.7 | 4.2 | 8.0 | 2.4 | 1.2 | 0.5 | 3.0 | 3.7 | 17.1 |
| 3  | Gerald Henderson | 30   | 82 | 82 | 31.3 | 5.3 | 11.0 | .482 | 0.2 | 0.6 | .346  | 2.3 | 2.7 | .830 | 1.1 | 1.2 | 2.3 | 5.9 | 1.7 | 0.1 | 2.2 | 2.8 | 13.1 |
| 4  | Tom Chambers     | 26   | 66 | 26 | 30.6 | 6.5 | 14.1 | .466 | 0.2 | 0.7 | .271  | 5.2 | 6.3 | .836 | 1.9 | 4.6 | 6.5 | 2.0 | 0.8 | 0.6 | 2.9 | 3.8 | 18.5 |
| 5  | Danny Young      | 23   | 82 | 29 | 23.2 | 2.8 | 5.5  | .506 | 0.3 | 0.9 | .324  | 1.1 | 1.3 | .849 | 0.4 | 1.1 | 1.5 | 3.7 | 1.3 | 0.1 | 1.1 | 1.4 | 6.9  |
| 6  | Al Wood          | 27   | 78 | 34 | 22.4 | 4.6 | 10.5 | .435 | 0.1 | 0.5 | .135  | 2.4 | 3.1 | .782 | 1.0 | 2.1 | 3.1 | 1.5 | 0.7 | 0.2 | 1.4 | 2.2 | 11.6 |
| 7  | Tim McCormick    | 23   | 77 | 42 | 22.1 | 3.3 | 5.8  | .570 | 0.0 | 0.0 | .500  | 2.3 | 3.2 | .713 | 1.8 | 3.4 | 5.2 | 1.1 | 0.2 | 0.4 | 1.4 | 2.8 | 8.8  |
| 8  | Danny Vranes     | 27   | 80 | 19 | 19.6 | 1.6 | 3.6  | .461 | 0.0 | 0.1 | .000  | 0.5 | 0.9 | .520 | 1.4 | 2.1 | 3.5 | 0.9 | 0.8 | 0.4 | 0.7 | 2.7 | 3.8  |
| 9  | Ricky Sobers     | 33   | 78 | 0  | 16.4 | 3.1 | 6.9  | .444 | 0.2 | 0.6 | .302  | 1.4 | 1.6 | .880 | 0.4 | 0.9 | 1.3 | 2.3 | 0.6 | 0.0 | 1.1 | 1.8 | 7.7  |
| 10 | Michael Phelps   | 24   | 70 | 18 | 12.6 | 1.7 | 4.1  | .409 | 0.0 | 0.2 | .083  | 0.6 | 1.1 | .595 | 0.4 | 0.9 | 1.3 | 1.0 | 0.6 | 0.0 | 0.9 | 1.2 | 4.0  |
| 11 | Frank Brickowski | 26   | 40 | 2  | 7.8  | 0.8 | 1.5  | .517 | 0.0 | 0.0 |       | 0.5 | 0.7 | .667 | 0.4 | 1.0 | 1.4 | 0.5 | 0.3 | 0.2 | 0.6 | 1.9 | 2.0  |
| 12 | Rod Higgins      | 26   | 12 | 0  | 7.8  | 0.8 | 2.3  | .333 | 0.1 | 0.3 | .250  | 0.3 | 0.4 | .600 | 0.3 | 0.8 | 1.0 | 0.5 | 0.2 | 0.1 | 0.3 | 0.9 | 1.8  |
| 13 | David Pope       | 23   | 11 | 0  | 6.7  | 0.8 | 1.8  | .450 | 0.1 | 0.1 | 1.000 | 0.2 | 0.4 | .500 | 0.5 | 0.5 | 1.0 | 0.4 | 0.2 | 0.1 | 0.2 | 1.0 | 1.9  |
| 14 | George Johnson   | 37   | 41 | 0  | 6.4  | 0.3 | 0.6  | .522 | 0.0 | 0.0 |       | 0.3 | 0.4 | .688 | 0.6 | 0.8 | 1.5 | 0.3 | 0.1 | 0.9 | 0.3 | 1.1 | 0.9  |
| 15 | Alex Stivrins    | 23   | 3  | 0  | 4.7  | 0.3 | 1.3  | .250 | 0.0 | 0.0 |       | 0.3 | 1.3 | .250 | 1.0 | 0.0 | 1.0 | 0.3 | 0.0 | 0.0 | 1.0 | 0.7 | 1.0  |
| 16 | Brian Martin     | 23   | 3  | 0  | 2.3  | 0.3 | 0.7  | .500 | 0.0 | 0.0 |       | 0.0 | 0.0 |      | 0.3 | 1.0 | 1.3 | 0.0 | 0.0 | 0.3 | 0.7 | 0.7 | 0.7  |

## Galardones y récords
| Jugador         | Galardón                            |
| Xavier McDaniel | Mejor quinteto de rookies de la NBA |